# NatWest Group
NatWest Group plc er en britisk bankkoncern med hovedkvarter i Edinburgh. Koncernen driver bankforretning igennem datterselskaber som National Westminster Bank, Royal Bank of Scotland, Ulster Bank, NatWest Markets og Coutts. Virksomheden er børsnoteret på London Stock Exchange og New York Stock Exchange.
Den britiske regering er den største aktionær i NatWest Group, igennem UK Government Investments ejer de 48 %.
Virksomheden blev etableret i 1969 ved en fusion imellem National Commercial Bank of Scotland og Royal Bank of Scotland. Selskabet fik navnet National and Commercial Banking Group og i 1979 blev det ændret til The Royal Bank of Scotland Group.